# Використання каменю і глин давньою людиною
Використання каменю і глин давньою людиною

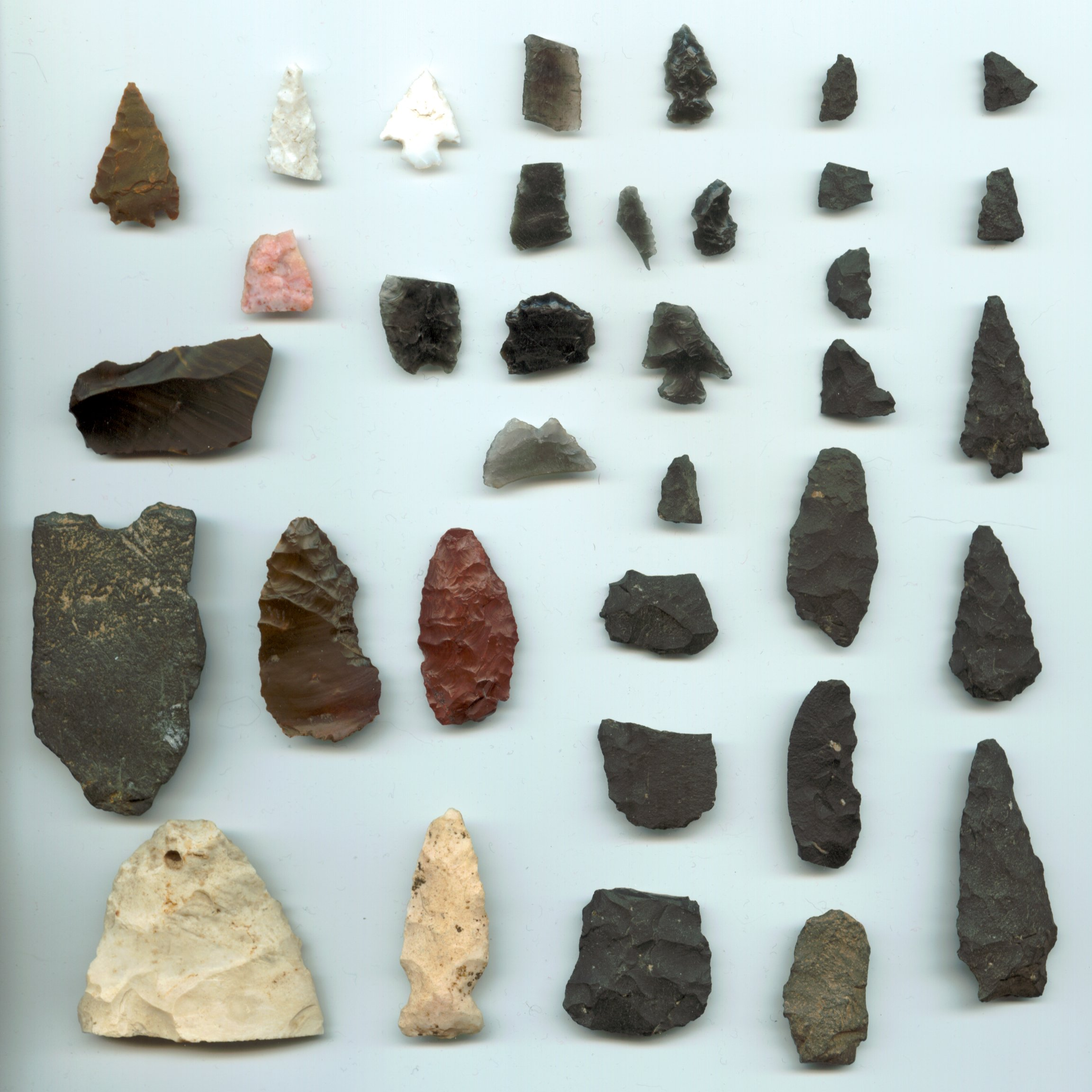
Артефакти кам'яної доби.

## Загальний опис
Homo habilis, тобто „людина вміла” (2,5—3 млн. років тому) вміла дробити й загострювати шматки каменю, щоб використовувати їх як знаряддя. Розколоте й грубо оброблене каміння (так звані „ударники”) було знайдене в тих же місцях, що й рештки Homo habilis. Найдавніші із знайдених кам’яних знарядь, які сягають віком 2,5 млн. років, були виявлені археологами в Гоні (Ефіопія). 
Близько 1,8 млн. років тому з’являється інший вид гомінідів — Homo erectus („людина прямоходяча”). Вважається, що еректуси з'явилися у Східній Африці в епоху середнього плейстоцену і через Близький Схід заселили Євразію аж до Китаю. Поруч з рештками цих людей були виявлені нові типи кам’яних знарядь — двосторонні ручні рубила (плоскі оброблені камені з гострими краями) та відбійники, тобто знаряддя, які використовували для розколювання інших каменів. На думку Н. Вінера, цей факт можна вважати відправною точкою в історії техніки, оскільки „кожне знаряддя має свій родовід і веде своє походження від тих знарядь, якими само воно було зроблене”. Homo erectus володів методами використання та довгострокового підтримання вогню, що значно розширило кліматичний ареал розселення людини, призвело до культурного феномену термічної обробки їжі.
Людина сучасного виду Homo sapiens („людина розумна”) з’являється на африканському континенті приблизно 130 тис. років тому (на території Європи – значно пізніше, близько 40 тис. років тому), вже маючи значний набір кам'яних знарядь та певний досвід пошуку, видобування та обробки кам’яної сировини. Домінуючі позиції серед кам’яного матеріалу посів кремінь, завдяки широкій розповсюдженості та можливості утворювати при відколюванні гострий ріжучий край. З нього виготовляли рубила, сокири, скребки, ножі, наконечники. Поруч із кременем видобували обсидіан (вулканічне скло), з якого виробляли найбільш якісну зброю і знаряддя полювання; пісковики, вапняки, кварцити (ударники, молоти, пести, ступи тощо), яшми й нефрити (ріжучі знаряддя, прикраси), пірит  (як кресало), гематит  (як мінеральну фарбу) та інше.
Важливим досягненням Homo sapiens стало розповсюджене вміння видобувати вогонь шляхом кресання кременя об пірит. Найстарші зі знайдених піритових кресал датують 40-м тисячоліттям до Р.Х. (Драконові печери поблизу Сент-Галена). Цей винахід значно розширив можливості людини протистояти стихійним силам природи і сприяв поширенню пошуку руд піриту та інших мінералів. 
Найдавніші розробки гематиту (червоного залізняку) зафіксовані у Свазіленді (т. зв. „Левова печера”) і датовані 41-м тисячоліттям до Р.Х. Залишки численних ямних розробок гематиту виявлені на території Франції та Угорщини (вік – близько 35 тис. років). Цей „кривавий камінь” видобували в епоху каменю для виготовлення мінеральної фарби, яку широко застосовували для проведення магічних та обрядових дій. Зокрема, в період неоліту в Південно-Східній Європі практикували обряд поховань з покриттям небіжчиків шаром червоної вохри, що вимагало значних об’ємів видобутку гематиту. Можна вважати, що видобуток перших руд (пірит, гематит) розпочався 40—45 тис. років тому, і хоча їх використання не було пов’язане з отриманням металів, пошук матеріалів відмінних від традиційного каменю відкривав нові можливості використання земних багатств. 
Суттєві зміни способу життя давньої людини фіксуються в мезоліті (IX – VII тис. до Р.Х.), початок якого збігається з відступом з території Європи останнього материкового зледеніння та суттєвим поліпшенням клімату. Свідоцтвом цих змін виступає помітне покращення обробки каменю, виникнення нових кам’яних знарядь, зокрема мотики, кирки, кайла, пилки, клинів, а також інструменту з використанням мікролітів (вставних загострених пластинок кременю, обсидіану чи халцедону як елементів ножів, серпів, наконечників). Виготовлення знарядь стає ремеслом. У місцевостях де кремінь видобували у великих кількостях виникали майстерні по його обробці (за термінологією археологів – „кам’яні кузні”). Вироби із кременю шляхом торгового обміну розповсюджувались на великі відстані. Концентрація населення в місцях видобутку кам’яної сировини вимагала такої кількості продуктів харчування, яка не могла бути забезпечена мисливством та збиранням диких плодів, що підсилювало мотивацію культивування корисних рослин та утримання домашніх тварин й було одним із додаткових факторів становлення землеробських і скотарських цивілізацій.
Цікавим прикладом значного й найбільш давнього поселення, пов’язаного з гірничим промислом, є археологічна пам’ятка Чатал-Хююк (Туреччина). Це протомісто виникло в середині VIII тис. до Р.Х. поблизу двох згаслих вулканів Караджидаг та Гасандаг. Одним із основних занять населення був видобуток на схилах вулканів обсидіану (найкращої „збройної сировини” неоліту). Археологічні розкопки виявили запаси обсидіану в багатьох помешканнях, а також значну кількість якісних виробів з нього (у тому числі обсидіанових дзеркал). Варто уваги, що в Чатал-Хююці були виявлені одні з найдавніших знахідок мідних виробів, а також мідеплавильні шлаки й свинець, що може свідчити про спадкоємність гірничого досвіду при освоєнні нових корисних копалин в межах єдиної спільноти гірників.
Нарівні з Малою Азією значним центром розробки обсидіану у Давньому світі був Південний Кавказ, зокрема територія Вірменії, яка протягом кількох тисячоліть була основним постачальником цього матеріалу на великі терени Середнього Сходу. Для позначення маршрутів, по яких обсидіан доставляли споживачам, в історичній науці був прийнятий спеціальний термін „обсидіанові шляхи”, що підкреслює первісний зв’язок давнього гірництва з розвитком комунікацій і культурних контактів по усьому заселеному світу.

## Вироби з каменю та методи його обробки
Першим методом виготовлення знарядь з каменю стало розбивання, що виконував вже австралопітек. Метод був дивовижно простий — треба було просто кинути один камінь на другий, а потім серед осколків вибрати підходящий — досить великий для утримання в руці і з гострою гранню. Однак на практиці для отримання хоч трохи придатного рубала доводилося розбивати занадто багато каменів. Тому, наступним винаходом став метод сколювання — від каменю, який володіє придатними розмірами і формою, ударами іншого каменю відколювались невеликі шматки, поки не виникала ріжуча кромка потрібної форми.
Таким способом виготовлялися ручні рубила — двосторонньо оброблені знаряддя вагою до кілограма, які  були знаряддями універсального використання. Ці знаряддя характеризують ашельську епоху нижнього палеоліту (від 1,5 до 0,2 млн. років тому). Рубила, поступово удосконалюючись, залишалися основними і найбільш поширеними знаряддями людини аж до настання епохи середнього палеоліту ( бл. 200 - . 45 / 30 тис. років тому).
У людей з'явився і новий інструмент — "різак " — плоский камінь з гострою гранню, призначений вже не для рубки, а для різання твердих матеріалів, тобто дерева і кістки.
Близько 80 тис. років тому процес виготовлення знарядь був спрощений шляхом введення техніки пластин. Тепер замість того, щоб обробляти камінь з усіх боків, спочатку габаритному каменю надавалася геометрична форма, а потім вже з його граней сколювалися пластини. Залишалося тільки обробити робочу грань отриманої заготовки, та лише в тому випадку, якщо ріжуча кромка не з'являлася при самому сколі.
Нарешті, 20—30 тис. років тому вже людьми сучасного виду було зроблено винахід, що створив справжній прорив — кам'яні знаряддя стали забезпечуватися руків'ями з дерева, рогу або кістки. Можливість складати знаряддя з двох і більше частин відкрила широкі можливості для творчості. Зокрема з'явилися примітивні сокири та метальні списи з кам'яним або кістяним наконечником.
Використання руків'я в багатьох випадках дозволило спростити обробку каменю. Його форма і розмір ставали неважливими, тепер від каменя була потрібна тільки ріжуча кромка. Наступ епохи мезоліту визначається за фактом доведення цієї ідеї до логічного закінчення — виникнення техніки мікролітів.
Якщо в палеоліті ніж виготовлявся з досить довгої пластини, шляхом кропіткої ретуші, завдяки якій створювалися не тільки лезо, а й вправлявся в руків'я держак, то тепер з каменю сколювалися спеціальні дрібні гострі осколки, які вклеювалися смолою або асфальтом в кістяний або дерев'яний держак-основу. Виходив " ніж-пилка " — знаряддя більш просте у виготовленні.
Початок періоду мезоліту припадає на період настання останнього льодовикового періоду, протягом якого майже по всій планеті клімат залишався або занадто холодним, або занадто сухим. Однак відступ льодовика став сигналом до початку переходу до осілості, а вона, в свою чергу, стимулювала розробку нових технологій. Найважливішими технічними досягненнями епохи неоліту стали освоєння шліфування, свердління і пиляння каменю.
Обробка каменю тертям об мокрий пісок, хоч і здавалася вкрай важкою, але, в кінцевому рахунку, економила і час, і матеріал. Зі свого боку, техніка свердління дозволила забезпечити більш надійне з'єднання виробу з руків'ям.
Шліфування та свердління, що дозволяли надавати каменю будь-яку форму, поширилися, однак, тільки в IV тис. років до н . е., тобто вже в той час, коли в деяких регіонах широко стала використовуватися мідь. Жителі стародавнього Єгипту навіть відразу перейшли до виготовлення знарядь з міді, тому шліфування так і не опанували.
Мікроліти, як і раніше необхідні для виготовлення ріжучих знарядь, в період неоліту також зазнали еволюцію, перетворившись із просто дрібних осколків каменю в геометрично правильні елементи, що утворюють майже рівне лезо. Причому, розміри їх стали настільки стандартними, що випавший і загублений фрагмент міг бути заміненим.
Така точність виготовлення досягалася удосконаленням техніки пластин. Тепер камінь розколювався на акуратні стовпчики, які, в свою чергу, вже розколювалися поперек на однакові за формою фрагменти міліметрової товщини.
Найбільшої досконалості в епоху міді досягла і ретуш. З виникненням держаків обробка каменю стала професією, і в Єгипті і Месоамериці з'явилися ремісники, які здатні вирізати з каменю навіть довгі кинджали.
Помилкою було б вважати, що кожен етап розвитку: палеоліт, мезоліт, неоліт характеризувався якоюсь строго певною технікою обробки каменю. По-перше, поряд з новітніми, могли використовуватися і застарілі технології, хоча б для економії часу, або для найменш важливих знарядь. Більше того, наприклад, поширення техніки мікролітів і винахід складових знарядь у багатьох випадках приводили до того, що важка й клопітка техніка ретуші виявлялася начисто забутою. Гострий камінь отриманий грубими сколами, але вправлений в руків'я, був ефективнішим навіть від витонченого ручного рубила.
По-друге, точно так само, як це було в більш пізні епохи , поряд з племенами які не шкодували жодних зусиль для того , щоб довести свої знаряддя до досконалості , були наявні і принципові противники прогресу . Так , згадувані вище аборигени Тасманії до самого кінця продовжували користуватися знаряддями , якими послуговувся би і пітекантроп . Зрештою , фізично люди сучасного виду перевершували австралопітеків , отже , якщо австралопітеки могли вижити , обходячись розбитими камінням , то тасманійци могли і поготів. В ізоляції від інших народів , природно.
Поширення мікролітів шліфованого каменю , а потім і металів , призвело до того , що техніка ретуші , як і техніка пластин , у все більшій мірі виявлялися забуті. У підсумку , тільки подекуди на Американському континенті до приходу європейців ще виготовлялися крем'яні наконечники порівнянні за якістю з палеолітичними . З іншого боку , постійно вдосконалювалися знаряддя з дерева , рогу і кістки . Вони витісняли камінь , що дозволяло людям обживати райони , де він був відсутній.
Дерево і кістка , тим не менш, оброблялися кам'яними знаряддями , так що в якійсь кількості камінь , все-таки , був потрібний . У своїх міграціях всяке плем'я періодично повинно було відвідувати райони , де зустрічалися виходи каменю , причому , в таких місцях поступово виникали справжні кар'єри , де століттями , змінюючись , вело видобуток каменю безліч племен.
У місцях , де камінь був у великій кількості , а племена вели осілий спосіб життя , дорослий мисливець переробляв на рік до 40 кг цієї сировини. 
Кар'єри виникали тому , що камінь придатний для знарядь знайти було зовсім непросто. Поширені вапняк і граніт не підходили. Для виготовлення мікролітів , ножевидних пластин , наконечників і сокир були потрібні жовтий кремінь , обсидіан , кварц або яшма.
Довгий час родовища цінних порід каменю , просто , служили місцем регулярного паломництва , однак , близько 10 тис. років тому , коли збільшена щільність населення і початок масового переходу до осілості утруднили далекі міграції , але створили можливості для обміну , камінь став першим предметом у міжплемінній торгівлі.
Так , весь Близький Схід забезпечувався обсидіаном всього з трьох кар'єрів. З двох найдавніших укріплених поселень з багатотисячним населенням , одне - Чатал-Гуюк , було зобов'язане своєму виникненню близькості обсидіанових покладів , а друге - Єрихон - покладів асфальту , необхідного для вклеювання мікролітів в основу.
Обсидіанові знаряддя володіли недосяжними для залізних сплавів гостротою і твердістю ріжучої кромки. У середині XX століття навіть розглядалася ідея налагодження випуску бритв і хірургічних інструментів з вулканічного скла. 
Обсидіан давав дуже гострі відколи, але був занадто крихкий і рідко зустрічався. Найчастіше для виготовлення знарядь застосовувалися кременисті мінерали та породи: кварц , халцедон , яшма. Втім , як мінеральна сировина використовувалися найрізноманітніші мінерали та породи - туфіти , нефрит , сланці та інші.
Звичайно , людям вдавалося прожити і зовсім без каменю, наприклад , на коралових островах.
Найчастіше вживані кам'яні знаряддя: макролітові скребла, кам'яна сокира, кам'яний ніж, наконечник стріли. 
зернотертка.

## Вироби з глини
Перші глиняні посудини висушували лише на повітрі (не обпалювали). Бажання прискорити цей процес призвело до розміщення їх біля багаття. Імовірно таким чином було відкрито властивості глин отримувати під дією вогню більш високі міцнісні якості. З часом було створено гончарні печі (горни), які забезпечували необхідний температурний режим й рівномірність обпалювання керамічних виробів.
В період неоліту в розвинутих центрах гончарства використовували печі, що складалися з двох рукавів – вертикального й горизонтального (рис. 20). Такий горн зводили в обривистому березі ріки, або на схилах ярів чи пагорбів, використовуючи рельєф для утворення L–подібної порожнини. Горизонтальний рукав слугував  паливником, а вертикальний забезпечував природне дуття (саме в ньому розміщували висушені глиняні горщики). В окремих випадках отвір вертикального рукаву заповнювали поверх горщиків дрібним глиняним ломом, протягом 5—6 годин підтримували у топці інтенсивний вогонь, після чого верх горну засипали піском, а отвір паливника замуровували глиною. В такому стані піч залишалася недоторканою протягом кількох днів (вважають, що температура в такому агрегаті могла перебільшувати 10000 С). Потім розкривали паливник, пізніше – верх горна й витягали керамічний посуд. Такі неолітичні печі були виявлені археологами в Месопотамії, Північній Африці, Східній Європі.
Видатне значення мало використання глин у будівельних цілях. В перших осередках цивілізації, що виникли на рівнинах (території Месопотамії, Єгипту, Китаю, Індії, України), не вистачало природного каменю і головним будівельним матеріалом слугували глини. Найбільші в світі ранньоземлеробські поселення, мешканці яких освоїли масштабну розробку глин і використовували глинобитні матеріали в будівництві, зафіксовані на території України (трипільська культура). Трипільські поселення (V – III тис. до Р.Х.) зазвичай сягали площі кількох десятків гектарів, а в деяких випадках – до 250—400 га, що значно перебільшувало площі інших поселень стародавнього світу.
Знаменним винаходом людства було створення дрібнорозмірних будівельних елементів, у вигляді формованої з глини сирцевої цегли. З такої цегли було збудовано вже згадуване протомісто Чатал-Хююк, а значно пізніше (з III тис. до Р.Х.) в Єгипті та Месопотамії почали виробляти обпалену цеглу. Значимість цієї події відображено навіть у Біблії: „І сказали один одному: наробимо цегли та обпалимо вогнем. І стала в них цегла замість каменів, а земляна смола  замість вапна. І сказали вони: збудуємо собі місто та вежу, високістю до небес” (Бит. Гл. 11—3; 4). 
Вже у неоліті широке розповсюдження отримують ямний та кар’єрний способи розробки глин. Це зумовлене тим, що їх поклади виходять на земну поверхню або знаходяться під тонкими шарами поверхневих ґрунтів, що не потребує значних об’ємів розкривних робіт. Як знаряддя праці використовували дерев’яні та кістяні копачки, кам’яні сокири, пізніше – кайла й лопати. Способи видобутку глин не змінилися протягом кількох тисячоліть.
Найдавнішим зображенням праці гірників, яке дійшло до нашого часу, є глиняна табличка VII ст. до Р.Х., знайдена в святилищі Посейдона поблизу Коринфа (Греція). На ній показано ямну розробку глини: зліва гірник замахується кайлом, щоб відокремити шматок глини від стінки виробки, на дні ями хлопчик присівши на коліна збирає відбиті грудки в корзину, справа чоловік передає хлопцю важку посудину з глиною; для повноти композиції посередині зображена амфора з водою. Примітно, що серед багатьох таблиць з храму Посейдона, на яких були зображені різні ремесла, гірництво було представлено видобутком глин (свідоцтво значної поширеності саме цих гірничих робіт).

## Неолітичні копальні
Серед найбільш відомих неолітичних копалень, які збереглися до нашого часу (досліджені науковцями, частково музеєфіковані) слід виділити розробки в Граймс-Грейвс (Велика Британія), Каса Монтеро (Іспанія), Красному Селі (Білорусь), Кшемьонках (Польща), Сп’єнні (Бельгія) та ін. На відміну від багатьох стародавніх рудників і соляних шахт, які повторно розробляли в більш пізні часи (що призвело до знищення багатьох давніх виробок), копальні кременю зберегли свою первісну автентичність.
В Україні копальні по видобутку кременю в кам′яну та бронзову добу відомі в районах сіл Городок, Половля, Новомлин (на Волині), поблизу селища Буківна (Івано-Франківська область), села Студениця (Вінницька область), міста Ізюм (Харківська область), села Широке (на межі Харківської і Донецької області). Розробки та майстерні по виготовленню виробів з каменю доби неоліту-бронзи відомі також на значній території поблизу нинішнього Кропивницького.

## Значення первісного використання каменю і глин
Освоєння перших корисних копалин - каменю і глин - забезпечило людину кам’яними знаряддями праці, зброєю, „прирученим вогнем” (кресалами), мінеральними фарбами, глиняним посудом, будівельними матеріалами. Не дивлячись на значну роздробленість гірничих промислів, найпростіші знаряддя праці, обмежений досвід архаїчних гірників й недостатній інформаційний обмін між регіонами – в період пізньої кам’яної доби були освоєні різноманітні корисні копалини, закладені першооснови їх підземного видобутку, сформовані первісні професійні спільноти гірників. Це відкрило можливості для протистояння стихійним силам природи, створення цінностей матеріальної та духовної культури, підготовки підґрунтя для опанування принципово нових корисних копалин – металів.